# Hahnhof (Ebensfeld)
Hahnhof  ist eine mit Haus und Scheune bebaute Einöde des oberfränkischen Marktes Ebensfeld im Landkreis Lichtenfels.

## Geographie
Hahnhof liegt im Kellbachtal, einem linken Zufluss des Mains, auf einer Anhöhe zwischen Prächting und Kutzenberg. An der Einöde verläuft der Fränkische Marienweg vorbei.

## Geschichte
Die erste Erwähnung von Hahnhof war in einem Kopialbucheintrag Ende des 14. Jahrhunderts für das Jahr 1328. Demnach verkauften Hermann von Liebsberg und seine Frau Elsbeth unter anderem ihr Eigengut „zw den Hon“ dem Katharinenspital zu Bamberg. Weitere Nennungen folgten 1338 als der Bamberger Bischof Leupold in einem Streit urteilte und 1358 der Bamberger Bischof Lupold entschied, dass das Katharinenspital aus der Mühle zu Prächting der Kapelle „zu dem Hayne“ einen jährlichen Zins für das Licht zahlen sollte. 1384 verzichteten Katrei, Tochter des verstorbenen Ritters „vom Heyn“, und Heinrich Ritter von Prächting auf ihre Rechte an dem Hof, „zw dem Heyn gelegen“, der dem Katharinenspital gehörte.
Im Jahr 1600 wurde der „Haanhoff bey Brechting“ als Eigentum des Katharinenspitals zu Bamberg erwähnt. Etwa 1610 wurde in einem Visitationsbericht über Prächting verfasst: „ein wenig drüben hinauf ist das Kirchle ufn Bergle, dabei ein Hof“. 1801 wurde die Siedlung als ein mit Haus und Stadel bebauter Hof, unweit Ebensfeld gelegen, beschrieben. Die Lehen- und Vogteiherrschaft gehörte dem Katharinenspital, der Zehnt wie auch die Kirche gehörte der Pfarrei Ebensfeld. 1833 war der Hahn ein Weiler auf einem Berge mit zwei Häusern, einer Filialkirche, 14 Stadeln und einem Gottesacker. 1862 wurde die Landgemeinde Prächting, zu der die Einöde Hahnhof gehörte, in das neu geschaffene bayerische Bezirksamt Staffelstein eingegliedert. Die Landgemeinde gehörte zum Landgericht Staffelstein. 1871 hatte Hahnhof neun Einwohner und sieben Gebäude. Die katholische Schule befand sich 0,8 Kilometer entfernt in Prächting und die Pfarrkirche 3,5 Kilometer entfernt in Ebensfeld.
1900 umfassten die beiden Orte der Landgemeinde Prächting eine Fläche von 502,08 Hektar, 353 Einwohner, die alle Katholiken waren, und 66 Wohngebäude. Sieben Personen lebten in Hahnhof in einem Wohngebäude und 1925 elf Personen in einem Wohngebäude. Die Schüler mussten zur 0,8 Kilometer entfernten katholischen Schule in Kutzenberg. 1950 hatte Hahnhof 14 Einwohner und ein Wohngebäude. Im Jahr 1970 zählte die Einöde sechs Einwohner. 
Am 1. Juli 1972 wurde der Landkreis Staffelstein aufgelöst. Hahnhof kam mit Prächting zum Landkreis Lichtenfels. 1978 folgte die Eingliederung nach Ebensfeld.

## Sehenswürdigkeiten

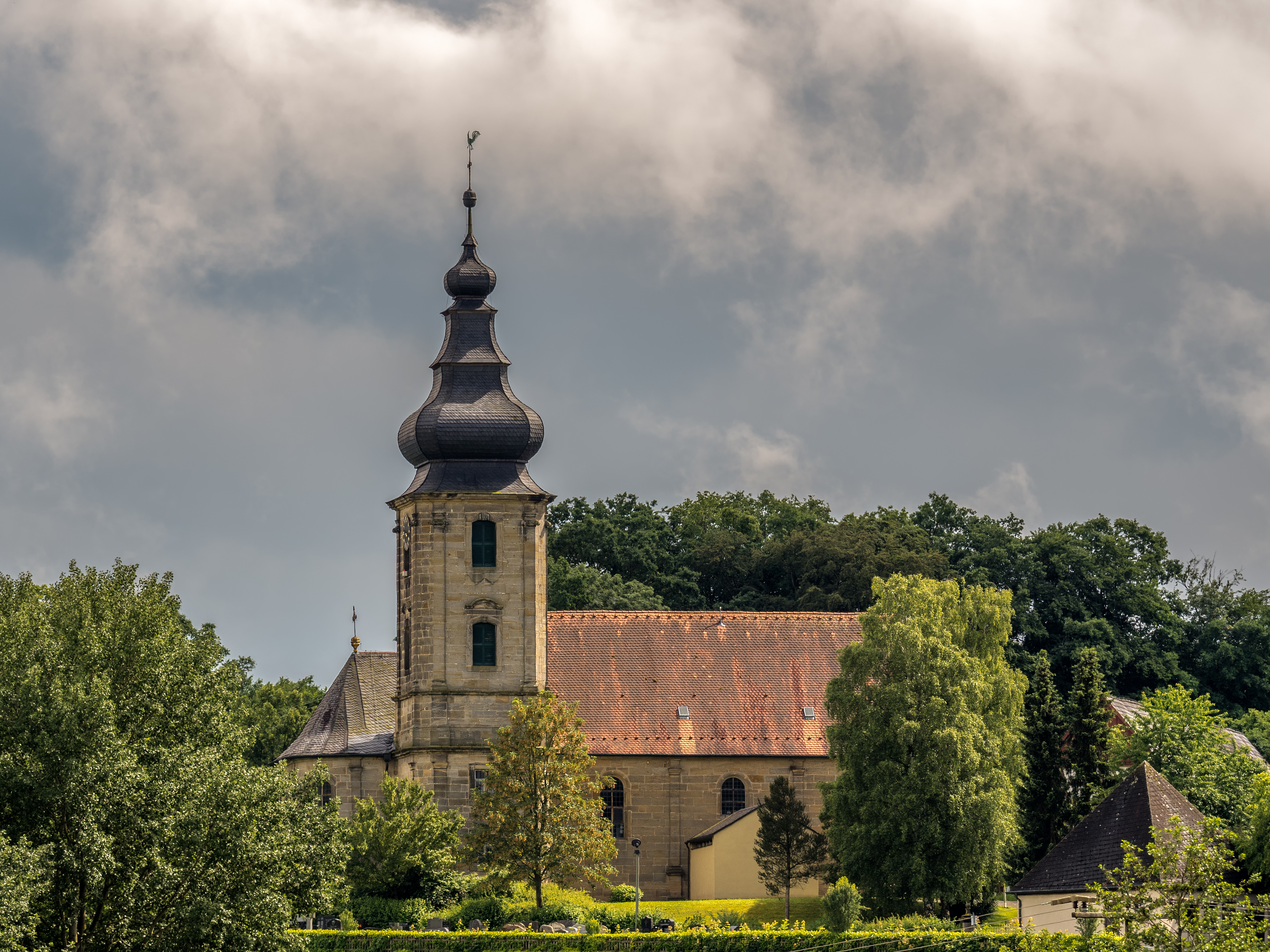
Hankirche

Die römisch-katholische Pfarr- und Wallfahrtskirche Mariä Unbefleckte Empfängnis, auch Hankirche genannt, steht in der Einöde Hahnhof. Im 16. Jahrhundert entwickelte sich eine rege Wallfahrt zu ihr. 1610 war eine Erweiterung der mittelalterlichen Kapelle durch den Anbau eines Langhauses und eines Satteldachturmes. Im 18. Jahrhundert folgte ein Neubau der Kirche in zwei Abschnitten. 1723–24 errichteten Andreas Rheinthaler und Christoph Leidner ein neues Langhaus. 1765–67 folgten der Turm- und Chorbau durch Johann Thomas Nissler. Die barocke Saalkirche, ein Sandsteinquaderbau, hat einen leicht eingezogenen Chor und einen Turm mit geschweifter Zwillingshaube. Der Hochaltar wurde 1782 angeschafft, er füllt wie eine Wandarchitektur die ganze Breites des Chors.